# Rodias
Rodias ist ein Ortsteil von Milda im Saale-Holzland-Kreis in Thüringen.

## Geografie
Rodias liegt auf einer Hochebene nördlich über Plinz. Der Ort ist über eine Ortsverbindungsstraße von Zimmritz aus zu erreichen. In Milda bekommt man Anschluss an die Landesstraße 2309, die mit Jena und dem Umland verbindet. Eine Straße führt auch von Zimmritz zur Bundesstraße 88 bei Schöps.

## Geschichte

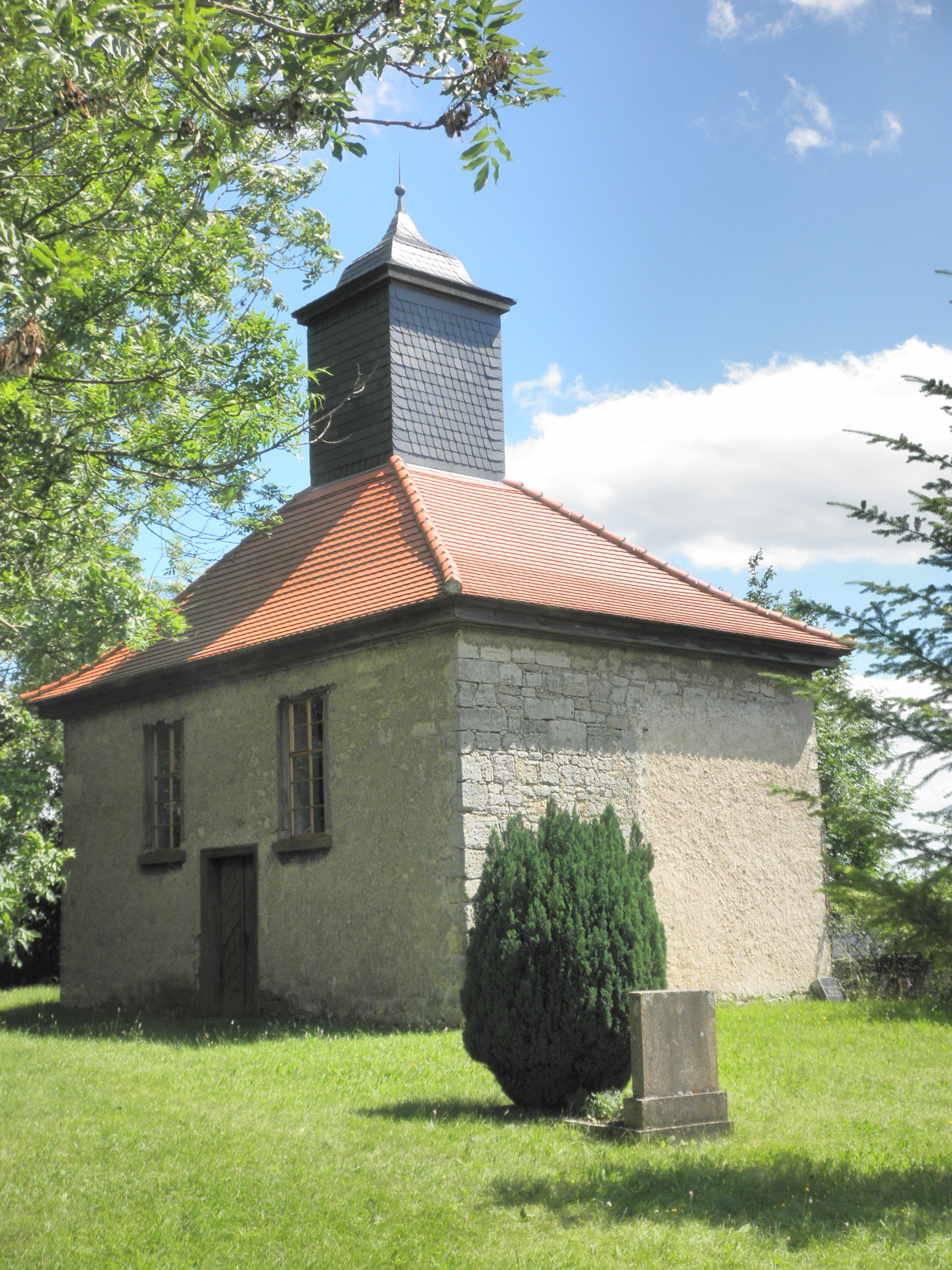
Trinitatis-Kirche in Rodias

Der Ort wurde am 28. Dezember 1388 als „Rodegast“ urkundlich erstmals erwähnt. Bis 1529 wurde ein Rittergut wiederaufgebaut. 1557 war von dem „wüsten Dorfe Rodegast“ die Rede.
1717 wurde die kleine Trinitatis-Kirche von Anton Ludwig von Schwartzenfels auf eigene Kosten erbaut. 1722 erfolgte der Glockenguss. 1844 wurde die Ausstattung im Rahmen einer eingehenden Renovierung verschönert. Zur DDR-Zeit begann die Kirche zu verfallen: Das Dach war schadhaft, die Lehmdecke zum Teil eingebrochen. Man konnte „aus dem Kircheninneren den Himmel sehen“. Die Fenster waren marode. 1992 wurde das Dach repariert, im Jahr 2000 saniert und 2007 erfolgte der Einbau neuer Kirchenfenster im „Originalnachbau“. Auch die Innenausstattung der idyllisch am südwestlichen Dorfrand gelegenen und von Bäumen umgebenen kleinen Kirche ist sehenswert.
Das Rittergut befand sich bis Ende des 19. Jahrhunderts im Besitz der Freiherren von Schwartzenfels, 1923 ist ein Herr Hahn als Eigentümer verzeichnet. 1945 erfolgte die entschädigungslose Enteignung.
Der landwirtschaftlich geprägte Ort unterlag zur Zeit von SBZ und DDR „gesellschaftlichen Umbrüchen“, insbesondere der Kollektivierung. Die Bauern mussten dann nach der Wiedervereinigung neue Wege der Landbewirtschaftung finden.
Heute (2012) leben etwa 50 Menschen in Rodias.